# Batalha de Alma
A Batalha do Alma (abreviação de Batalha do Rio Alma) foi uma batalha na Guerra da Crimeia entre uma força expedicionária aliada (composta por forças francesas, britânicas e egípcias) e forças russas que defendiam a península da Crimeia em 20 de setembro de 1854. 
Os aliados fizeram um desembarque surpresa na Crimeia em 14 de setembro. Os comandantes aliados, Marechal Jacques Leroy de Saint-Arnaud e Lord Raglan, marcharam em direção à estrategicamente importante cidade portuária de Sebastopol, a 45km de distância. O comandante russo, príncipe Alexander Sergeyevich Menshikov, levou suas forças disponíveis para a última posição defensiva natural antes da cidade, as colinas do Alma, ao sul do rio Alma; hoje em território da Ucrânia.
Foi o primeiro grande confronto durante este conflito (1854-1856). A coligação aliada derrotou os russos, que perderam cerca de seis milhares de homens. É em memória desta batalha que uma das pontes de Paris recebeu o seu nome: a Ponte de l'Alma.
Os aliados fizeram uma série de ataques desconexos. Os franceses desbordaram o flanco esquerdo russo com um ataque em penhascos que os russos consideravam inescaláveis. Os britânicos inicialmente esperaram para ver o resultado do ataque francês, depois atacaram duas vezes sem sucesso a posição principal dos russos à sua direita. Eventualmente, o fogo de fuzis britânico superior forçou os russos a recuar. Com ambos os flancos desbordados, a posição russa entrou em colapso e eles fugiram. Os aliados tinham pouca cavalaria disponível e pouca perseguição ocorreu.
A batalha custou aos franceses cerca de 1 600 baixas, aos britânicos 2 000, aos otomanos 503 e aos russos cerca de 5 000.

## Antecedentes

Movimento de Varna para Evpatoria, em setembro de 1854.

A frota aliada de 400 navios deixou o porto otomano de Varna em 7 de setembro de 1854, sem objetivo claro ou ponto de desembarque especificado. Os aliados planejavam capturar Sebastopol em um golpe de mão, mas decidiram navegar para Evpatoria, que um grupo de desembarque capturou em 13 de setembro. O príncipe Alexander Sergeyevich Menshikov, comandante das forças russas na Crimeia, foi pego de surpresa. Ele não pensou que os aliados atacariam tão perto do início do inverno e não conseguiu mobilizar tropas suficientes para defender a Crimeia. Ele tinha apenas 38 000 soldados e 18 000 marinheiros ao longo da costa sudoeste, e mais 12 000 em torno de Kerch e Teodósia.
As forças aliadas chegaram à Baía de Kalamita, na costa oeste da Crimeia, 45km ao norte de Sebastopol, e começaram a desembarcar em 14 de setembro. Os franceses desembarcaram primeiro, e ao cair da noite, a 1ª Divisão do General François de Canrobert, a 2ª Divisão do General Pierre François Bosquet e a 3ª Divisão do príncipe Napoleão estavam em terra com sua artilharia. O desembarque britânico levou muito mais tempo para ser concluído em comparação com o francês, pois a infantaria desembarcou primeiro, quando o mar estava calmo, mas quando os britânicos tentaram desembarcar sua cavalaria, o vento estava forte e os cavalos lutavam na pesada maresia.
As forças egípcias enviadas ao Alma consistiam na 3ª Brigada comandada pelo Major General (Amirliwa) Suleiman Pasha al-Arnauti, a 3ª Brigada era composta pelo 13º Regimento de Infantaria, comandado pelo Brigadeiro Mustafa Bek, e 14º Regimento de Infantaria, comandado pelo Brigadeiro Ali Bek.
As tropas e cavalaria britânicas levaram cinco dias para desembarcar. Muitos dos homens estavam doentes de cólera e tiveram de ser carregados dos barcos. Não existiam instalações para mover equipamentos por terra, então grupos tiveram que ser enviados para roubar charretes e carroças das fazendas tártaras locais. A única comida ou água para os homens eram as rações de três dias que haviam recebido em Varna. Nenhuma barraca ou kitbag foi descarregada dos navios, então os soldados passaram suas primeiras noites sem abrigo, desprotegidos da chuva forte ou do calor escaldante.
A força britânica compreendia 26.000 infantes (Brigada de Guardas e Brigada Highland), 1 000 cavaleiros (a Brigada Ligeira) e 60 canhões (duas baterias da Artilharia Real e tropa da Artilharia à Cavalo Real).

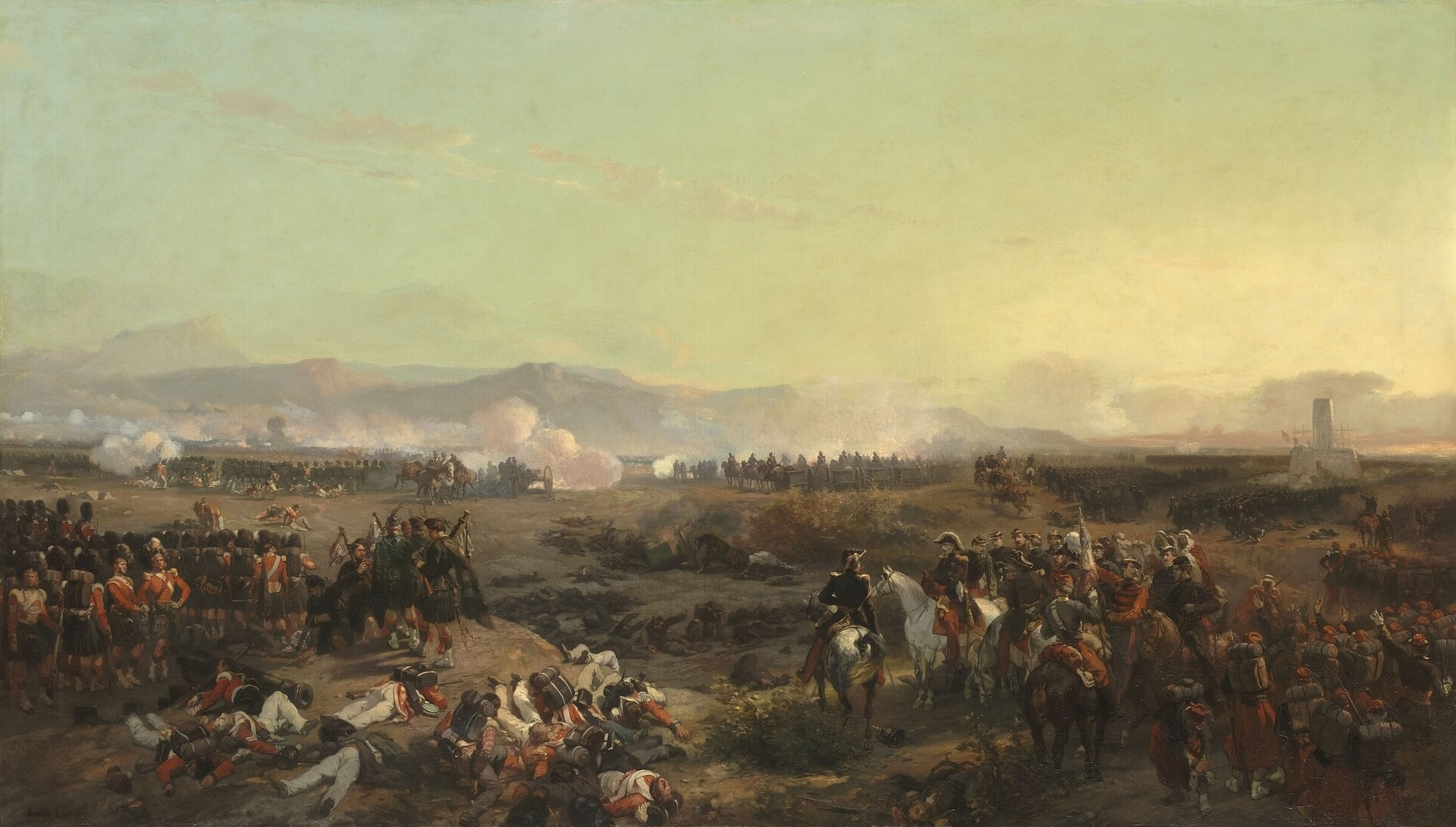
Bataille de l'Alma, 20 septembre 1854; de Eugène Lami (1855). À direita soldados franceses, com a possível representação do Marechal de Saint-Arnaud; à esquerda soldados ingleses.

Apesar dos planos para um ataque surpresa a Sebastopol serem prejudicados pelos atrasos, seis dias depois, em 19 de setembro, o exército aliado finalmente começou a se dirigir para o sul, com suas frotas apoiando-os. Os franceses estavam à direita da linha aliada perto da costa, com os turcos os seguindo, e os britânicos estavam à esquerda mais para o interior. A marcha envolveu a travessia de cinco rios: o Bulganak, o Alma, o Kacha, o Belbek e o Tchernaya. Ao meio-dia, o exército aliado chegou ao Bulganak e teve sua primeira visão dos russos quando uma vanguarda cossaca abriu fogo contra o grupo de reconhecimento do 13º Regimento Ligeiro de Dragões. Enquanto a Brigada Ligeira se preparava para atacar os cossacos, Lorde Raglan enviou uma ordem para recuar quando uma grande força de infantaria russa foi descoberta em um mergulho no terreno à frente. Na manhã seguinte, o exército aliado desceu o vale para enfrentar os russos, cujas forças estavam do outro lado do rio, nas alturas do Alma.
No Alma, o príncipe Menshikov, comandante em chefe das forças russas na Crimeia, decidiu se posicionar no terreno elevado ao sul do rio. Embora o exército russo fosse numericamente inferior à força combinada franco-britânica (35 000 tropas russas em oposição a 60 000 tropas anglo-franco-egípcias), as alturas que ocupavam eram uma posição defensiva natural, de fato, a última barreira natural para os exércitos aliados na sua aproximação a Sebastopol. Além disso, os russos tinham mais de cem canhões de campanha nas alturas que podiam empregar com efeito devastador a partir da posição elevada; no entanto, nenhum deles estava nas falésias voltadas para o mar, consideradas muito íngremes para o inimigo escalar.
Os aliados acamparam na margem norte do Bulganak, no dia seguinte marchando os 6km até a margem norte do Alma, onde o terreno descia suavemente até o rio. As falésias escarpadas que correm ao longo da margem sul do rio tinham 107 m de altura e continuavam para o interior da foz do rio por quase 3 km, onde encontravam uma colina menos íngreme, mas igualmente alta, conhecida como a Colina Telegraph, do outro lado do rio da vila de Bourliouk. A leste ficava a Colina Kourgane, um ponto forte natural com campos de fogo cobrindo a maioria das abordagens, e a chave para toda a posição. Dois redutos foram construídos para proteger a Colina Kourgane do ataque da infantaria; o reduto menor na encosta leste e o reduto maior no oeste. A estrada para Sebastopol corria entre as colinas Telegraph e Kourgane, coberta por baterias russas localizadas nas colinas e no vale estreito entre elas.

## Batalha

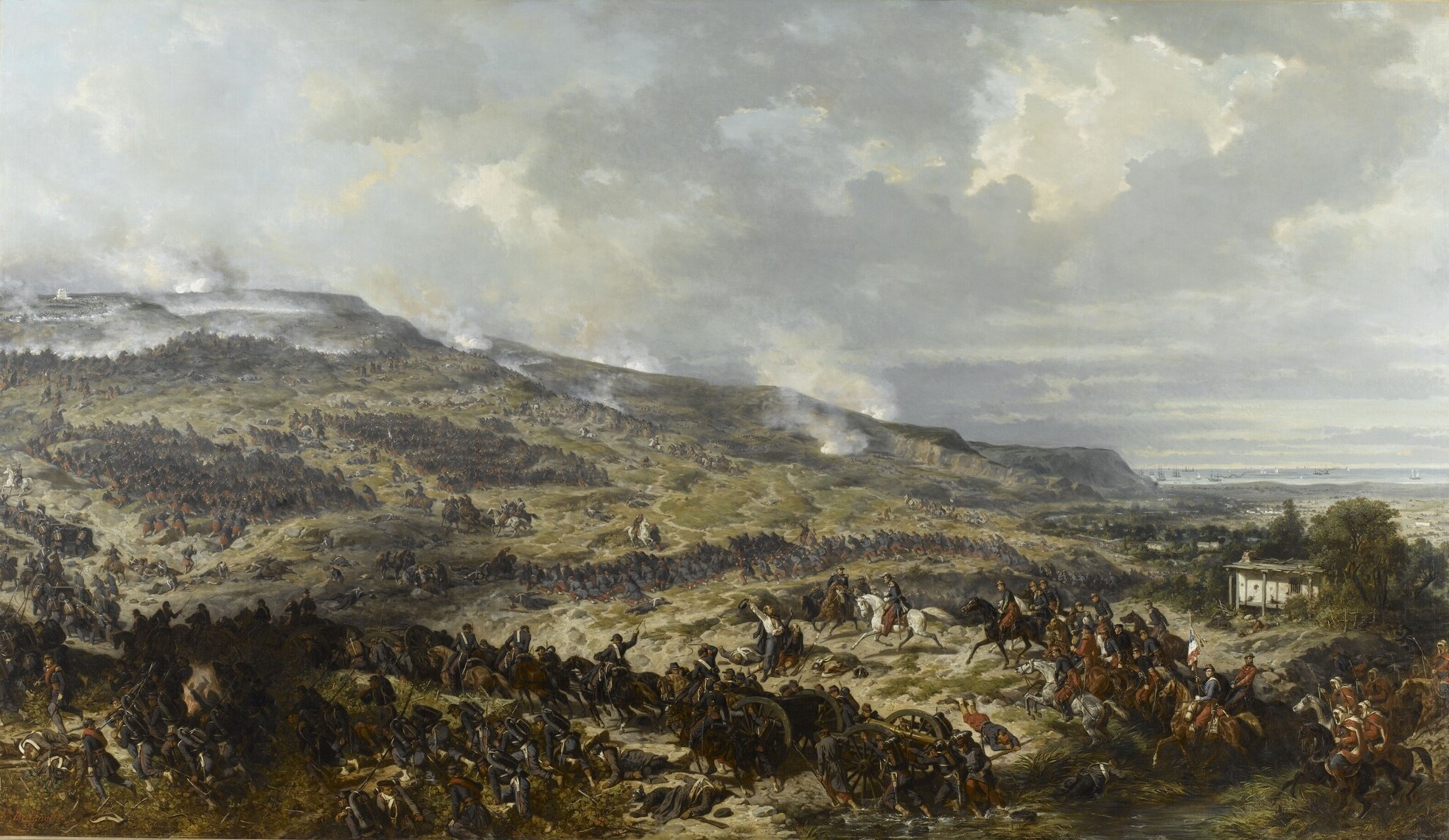
Tropas francesas representadas na pintura Bataille de l'Alma, 20 septembre 1854, de Hippolyte Bellangé (1855).

### O ataque francês ao flanco esquerdo russo
No meio da manhã, o exército aliado estava se reunindo na planície, os britânicos à esquerda da estrada de Sevastopol, os franceses e os turcos à direita, estendendo-se em direção à costa. De acordo com o plano que os aliados haviam acordado no dia anterior, os dois exércitos deveriam avançar simultaneamente em uma frente ampla e tentar desbordar o flanco do inimigo à esquerda mais para o interior. No momento final, Raglan decidiu adiar o avanço britânico até que os franceses tivessem rompido pela direita; as tropas foram ordenadas a se deitar no chão, dentro do alcance dos canhões russos, em uma posição de onde pudessem escalar para o rio quando chegasse a hora certa. Eles ficaram lá das 13h15 às 14h45, perdendo homens enquanto os artilheiros russos ajustavam seu alcance.
Enquanto os britânicos sustavam seu avanço, na extrema direita, a 2ª Divisão de Bosquet chegou à foz do rio e encontrou penhascos íngremes subindo 50m acima do rio. Os russos consideraram os penhascos tão íngremes que julgaram desnecessário defender a posição com artilharia. Deixando suas mochilas na margem do rio, os Zuavos à frente da divisão começaram a nadar pelo rio e rapidamente escalaram os penhascos usando as árvores para escalá-lo. Assim que chegaram ao planalto, esconderam-se atrás de rochas e arbustos para enfrentar as forças de defesa do Regimento de Moscou e mantiveram a posição até que chegassem reforços. Seguindo os Zuavos, mais soldados escalaram os penhascos e carregaram 12 canhões por uma ravina. Eles chegaram bem a tempo de encontrar a infantaria e a artilharia extras que Menshikov havia transferido do centro na tentativa de organizar a resistência e impedir que o exército russo fosse flanqueado à sua esquerda.
A situação russa tornou-se desesperadora. Antes que um contra-ataque pudesse ser feito, toda a divisão de Bosquet e muitos dos turcos chegaram ao platô. Os russos tinham mais canhões – 28 contra os 12 franceses –, mas os canhões franceses eram de maior calibre e maior alcance, e os fuzileiros de Bosquet mantinham os artilheiros russos a uma distância onde apenas os canhões franceses mais pesados poderiam fazer efeito. Os canhões da frota aliada também começaram a atacar as posições russas nas falésias, minando o moral de suas tropas. Quando a primeira bateria de artilharia russa chegou, encontrou os remanescentes do Regimento de Moscou já em retirada. Sob fogo pesado dos Zuavos, o Regimento de Minsk também começou a recuar.

### Ataque no reduto maior
Enquanto isso, à esquerda de Bousquet, a 1ª Divisão de Canrobert e a 3ª Divisão do príncipe Napoleão à esquerda de Canrobert não conseguiram cruzar o rio devido ao fogo pesado vindo da Colina Telegraph, e seu avanço foi interrompido. O príncipe Napoleão enviou uma mensagem ao Tenente-General George de Lacy Evans, comandante da 2ª Divisão à sua esquerda, pedindo aos britânicos que avançassem e tirassem alguma pressão dos franceses. Raglan ainda estava esperando o sucesso do ataque francês antes de comprometer as tropas britânicas e, a princípio, disse a Evans para não receber ordens dos franceses, mas sob pressão de Evans, ele cedeu. Às 14h45, ele comandou o avanço da Divisão Ligeira, 1ª e 2ª Divisões, embora sem outras ordens. O exército britânico estava organizado em duas linhas; a primeira consistia na Divisão Ligeira à esquerda liderada por Sir George Brown e a 2ª Divisão de Lacy Evans à direita. Atrás deles estava uma segunda linha - a 1ª Divisão sob o Duque de Cambridge, composta pelas Brigadas Highland e de Guardas, que foram desdobradas para apoiar o avanço da primeira linha. As tropas britânicas restantes foram mantidas em reserva.
A Divisão Ligeira não se estendera o suficiente para a esquerda e avançou em ângulo. Logo, as tropas à direita da Divisão Ligeira e à esquerda da 2ª Divisão começaram a se fundir. A formação estratégica da linha britânica foi perdida. Uma vez que eles cruzaram o rio, toda a ordem também foi perdida. Companhias e regimentos se misturaram, e onde as linhas eram de dois homens, agora apenas uma multidão resultou. Os russos, vendo isso, começaram a descer a colina de ambos os lados do grande reduto, atirando nos britânicos abaixo. Oficiais britânicos montados galoparam em torno de seus homens, instando-os a reformar suas linhas, mas não conseguiram convencê-los a sair do abrigo da margem do rio. Alguns se sentaram e pegaram suas latas de água; outros começaram a comer. Consciente do perigo da situação e incapaz de se reorganizar, o Major-General William John Codrington, comandante da 1ª Brigada da Divisão Ligeira, ordenou que suas tropas fixassem baionetas e avançassem.
A densamente empacotada Brigada de Codrington começou a avançar morro acima em uma multidão densa. Sem tempo e incapazes de colocar os soldados em formação, os oficiais desistiram e os incitaram a carregarem sobre os canhões russos no reduto. Quando a artilharia russa abriu fogo, os britânicos continuaram subindo até que alguns dos guardas avançados da Divisão Ligeira caíram sobre os muros do reduto maior. Enquanto os russos tentavam redistribuir seus canhões, os soldados escalaram os parapeitos e as ameias, capturando dois canhões na confusão. No entanto, percebendo a falta de reforços, e quando o Regimento Vladimirsky entrou no reduto do terreno aberto mais alto, os corneteiros britânicos soaram a ordem de retirada. A infantaria russa carregou com baionetas caladas, expulsando os britânicos e atirando neles enquanto recuavam colina abaixo.

### Retirada e segundo ataque
A essa altura, a Primeira Divisão havia finalmente cruzado o rio e os russos no reduto maior viram se aproximar deles a Brigada de Guardas, com os Guardas Granadeiros à direita, os Guardas Fuzileiro Escoceses no centro e os Guardas Coldstream à esquerda. Fora de vista na extrema esquerda estava a Brigada Highland, comandada por Sir Colin Campbell. Campbell ficou irritado com o atraso dos guardas e ordenou um avanço imediato. Um firme crente na carga com baionetas, Campbell disse a seus homens para não disparar seus fuzis até que estivessem "a uma jarda dos russos".
Os fuzileiros escoceses, então à frente do resto da divisão, começaram a subir imediatamente, repetindo o erro da Divisão Ligeira, que naquele momento descia do reduto, perseguido pela infantaria russa. A Divisão Ligeira colidiu com tanta força com os fuzileiros escoceses que avançavam que a linha foi quebrada em muitos lugares. Os escoceses vacilaram, mas saíram do outro lado com apenas metade de seus números e seguiram em direção ao grande reduto em estado caótico. Quando estavam a 37 m do reduto, os russos montaram um voleio maciço. Os fuzileiros escoceses foram forçados a recuar, parando apenas quando chegaram ao rio; eles permaneceram no abrigo da margem do rio pelo resto da batalha, ignorando repetidas ordens para avançar.
Os outros dois regimentos de guardas preencheram a lacuna deixada pelos fuzileiros escoceses, mas recusaram ordens para atacar com baionetas colina acima. Em vez disso, os Granadeiros e o Coldstream formaram linhas e começaram a disparar voleios de fuzil Minié contra os grupos avançados russos. Isso parou os russos, e os Granadeiros e o Coldstream logo conseguiram diminuir a distância entre eles; os russos foram novamente forçados a voltar ao reduto.

### Fase final

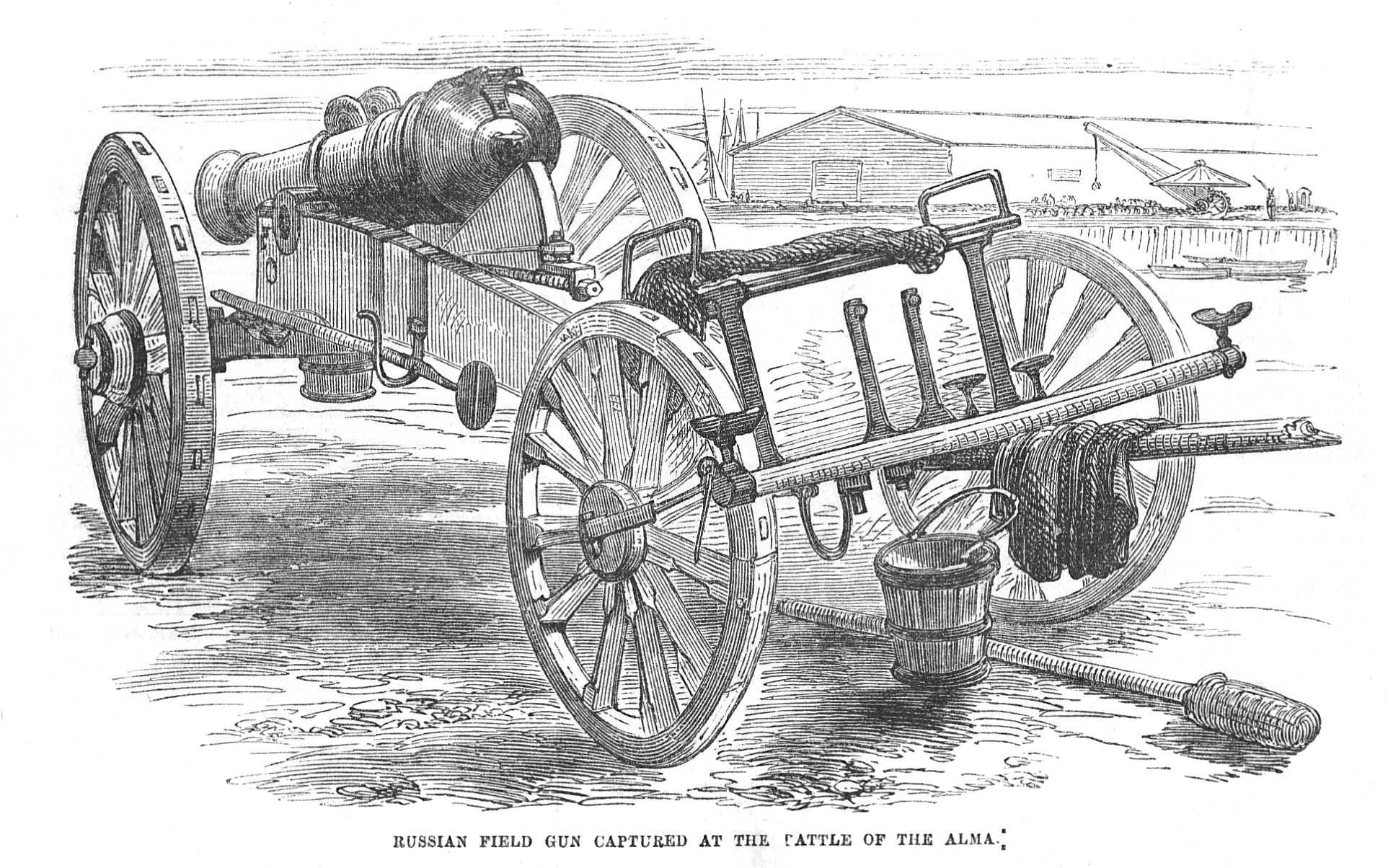
Uma gravura de uma peça de artilharia russa capturada na Batalha do Alma em 1854. Esta gravura parece ter sido recortada de um jornal britânico da época, no entanto, seu nome não é indicado.

Sem trincheiras para proteger sua infantaria e artilharia, o exército russo não conseguiu defender sua posição nas alturas contra os mortíferos fuzis Minié. Logo, o fogo dos Guardas foi acompanhado pela 2ª Divisão sob Evans, à direita britânica. Seu 30º Regimento de Infantaria pôde ver claramente os artilheiros de três baterias russas da margem do rio e eliminá-los com seus fuzis Minié antes que pudessem reposicionar os canhões. À medida que a infantaria e a artilharia russas se retiravam, os britânicos avançavam lentamente morro acima. Às 16h00, os aliados estavam convergindo para as posições russas de todas as direções, com os guardas à esquerda superando as últimas reservas russas na colina Kurgan, os homens de Codrington e os outros guardas se aproximando do grande reduto, e a 2ª Divisão empurrando a estrada de Sebastopol. Com os franceses no comando dos penhascos acima do Alma, a batalha estava claramente decidida.
Os russos fugiram em todas as direções, correndo para o vale e para longe do inimigo. Oficiais montados tentaram em vão parar o debandada em pânico, mas os homens decidiram que já tiveram o suficiente. A maioria dos soldados russos recuou para o rio Kacha em pequenos grupos, sem oficiais ou qualquer ideia clara do que fazer ou para onde ir. Muitos não foram reunidos com seus regimentos por vários dias. No topo da Colina Telegraph, os franceses capturaram o trem de bagagem abandonado de Menshikov. Nele encontraram uma cozinha de campanha, cartas do czar, 50.000 francos, romances franceses pornográficos, botas do general e algumas roupas íntimas femininas. Na colina havia piqueniques, guarda-sóis e binóculos abandonados, deixados para trás pelos espectadores de Sebastopol.

## Consequências

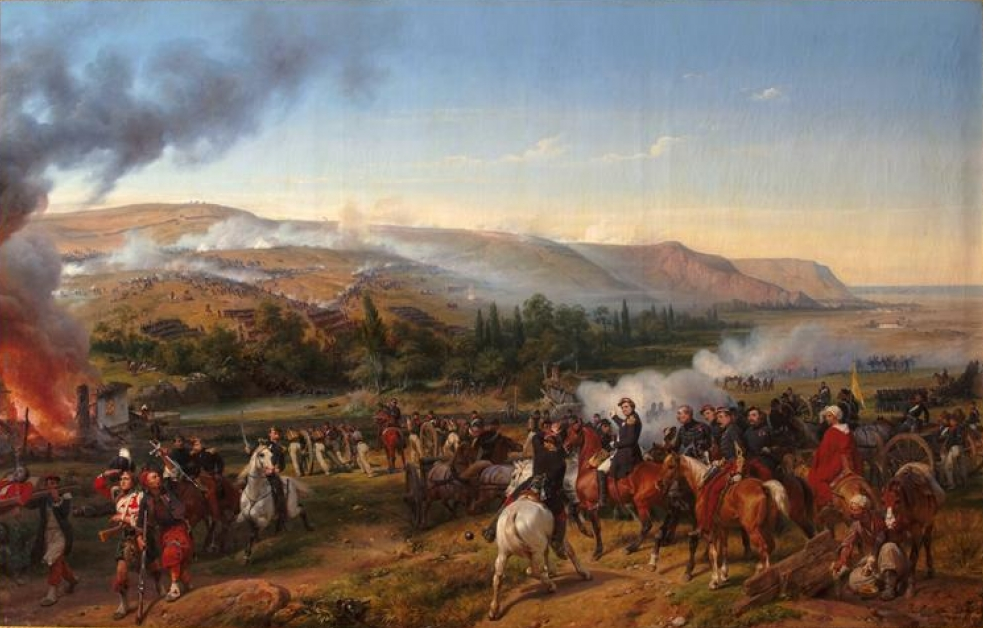
La bataille de l'Alma (1854), de Horace Vernet (1856). Zuavos feridos passam por oficiais franceses durante a batalha.

A batalha custou cerca de 1 600 baixas aos franceses, 2 000 aos britânicos, 503 aos egípcios e cerca de 5 000 aos russos. Os britânicos levaram dois dias para limpar o campo de batalha de seus feridos. Sem nenhum material médico, eles tiveram que requisitar as carroças do comissariado para remover os feridos do campo de batalha. Como o exército russo teve que abandonar seus feridos no campo de batalha, muitos dos feridos voltaram mancando para Sebastopol ao longo dos dias seguintes. Cerca de 1 600 feridos tiveram que esperar vários dias antes de embarcarem para o hospital Scutari em Constantinopla. Os comandantes aliados não tinham ideia das pesadas perdas do lado russo. A necessidade de coletar equipamentos espalhados pelo campo de batalha atrasou a perseguição, e a falta de cavalaria descartou qualquer possibilidade de uma perseguição imediata aos russos.
Os franceses comemoraram a batalha com a nomeação da Pont de l'Alma em Paris. Os britânicos deram o nome de Alma a um pequeno povoado em North Otago e a um rio em Marlborough (ambos na Nova Zelândia). Na província de New Brunswick, Canadá, a Paróquia do Alma foi criada em torno da Vila do Alma em 1856, comemorando a então recente Batalha do Alma. Alma, Nova Escócia, Alma, Ontário e Alma, Quebec são nomeadas em homenagem à batalha. 